# Nicolas Antoine Boulanger
Pour les articles homonymes, voir Boulanger (homonymie) et Boullanger.
Nicolas-Antoine Boulanger (ou Boullanger), né à Paris le 11 novembre 1722 et mort le 16 septembre 1759, est un ingénieur, homme de lettres et philosophe français.

## Biographie
Nicolas Antoine Boullanger, issu d’un milieu de commerçants parisiens, est le fils d’Antoine Boullanger (1693-1776), papetier de la rue Saint-Jacques, et de Geneviève Le Dreux (1703-1769), qui s’étaient mariés en 1719,.
Comme beaucoup d’enfants de la petite bourgeoisie jansénisante, il est élève au collège de Beauvais, rue Jean-de-Beauvais, où il ne tarde pas à se distinguer de ses condisciples par une ardeur insatiable pour l’étude, une émulation vive et soutenue, et un esprit de recherches et de discussion bien rare dans un âge aussi tendre. Il fait des études de mathématiques et étudie les langues anciennes et orientales.
Ses prises de position ultérieures ne manqueront pas de scandaliser sa dévote famille. Scientifique matérialiste athée, fiché par la police pour ses fréquentations subversives, il est qualifié de « un des plus grands ennemis du christianisme par Bianchi ». Boullanger commence en 1745 une carrière dans les ponts et chaussées, date à laquelle il est nommé sous-ingénieur à Langres dans la généralité de Châlons, et se voit confier la construction de divers ponts dans la région, dont ceux de Vaucouleurs et de Foulain,.
En 1750, il tombe malade, et pour lui permettre de se soigner chez ses parents tout en continuant d’exercer sa profession, Trudaine le mute à Paris (généralité de Paris), où il reste deux ans. En mai 1752, il est nommé sous-inspecteur à Tours (généralité de Tours), où il entretient des rapports tendus avec son ingénieur en chef, Mathieu Bayeux, et où sa santé se détériore. En avril 1755, Trudaine le nomme sous-ingénieur à Versailles (généralité de Paris),.
Le 12 décembre 1758, sa santé vacillante l’oblige à prendre sa retraite, et il meurt le 16 septembre 1759 à l’âge de 37 ans,.
Malgré sa disparition précoce, Boullanger a beaucoup écrit. Cependant, seuls sa Nouvelle mappemonde dédiée au progrès de nos connaissances a été publié de son vivant, ainsi que les quatre articles signés de l'Encyclopédie : « Corvée », « Déluge », « Guebres » et « Œconomie politique ».
L’œuvre de Boulanger est principalement posthume : les Recherches sur l’origine du despotisme oriental paraissent en 1761, et L’Antiquité dévoilée en 1766. Dans cet ouvrage, il cherche à expliquer par des symboles astronomiques, mais surtout par la terreur que le Déluge inspira aux hommes, les superstitions et les pratiques religieuses de l'humanité. Enfin, ses Anecdotes de la nature, commencé en 1746, et auxquelles il attachait beaucoup d’importance, est resté manuscrit et n'a encore jamais été publié. Ce livre de géologie de plus de 600 pages et dont il n'existe que quelques exemplaires, influença Buffon lors de sa rédaction des Époques de la Nature. Diderot et Desmarets en possédaient également un exemplaire.[réf. nécessaire].

### Encyclopédiste
Ses quatre articles signés de l'Encyclopédie sont : « Corvée » (avec l'avocat Antoine-Gaspard Boucher d'Argis), « Déluge », « Guebres » et « Œconomie politique ».
Sa méthodologie se base sur le « matérialisme athée d'ordre scientifique ».

## Publications
- Nouvelle mappemonde dédiée au progrès de nos connaissances, gravée par Pierre-Philippe Choffard, 1760 [lire en ligne]
- Recherches sur l'origine du despotisme oriental. Ouvrage posthume de Mr. B. I. D. P. E. C. [Boulanger ingénieur des Ponts et Chaussées], 1761[Note 3]. Réédition : Paris, Hachette, 1972 [lire en ligne]
- L'Antiquité dévoilée par ses usages, ou Examen critique des principales opinions, cérémonies et institutions religieuses et politiques des différents peuples de la terre, 1766. Réédition : Paris, Hachette, 1972 [lire en ligne] (tome I [lire en ligne], tome II [lire en ligne], tome II [lire en ligne])
- Le Christianisme dévoilé, ou Examen des principes et des effets de la religion chrétienne, 1766 [lire en ligne]

- Gouvernement, 1776 [lire en ligne]

- Dissertation sur saint Pierre in Examen critique de la vie et des ouvrages de saint Paul [lire en ligne], traduit de l'anglais de Peter Annet par le baron d'Holbach, 1790. Réédition : Paris, Hachette, 1972 [lire en ligne]
- Œuvres mêlées, contenant différents articles extraits de l'Encyclopédie, savoir : Corvées, Déluges, Guêtres, Langue hébraïque, 1791
- Œuvres de Boulanger, 10 vol., 1791
- Œuvres de Boulanger, 6 vol., 1794. Réédition : Genève Slatkine reprints, 1971 (tome I [lire en ligne], tome II [lire en ligne], tome III [lire en ligne], tome IV [lire en ligne], tome V [lire en ligne], tome VI [lire en ligne])

Éditions modernes
- Dissertation sur Élie et Enoch, édition critique établie et annotée par Paul Sadrin, Besançon, Université de Besançon, 1991 [lire en ligne]
- Anecdotes physiques de l'histoire de la nature, avec La nouvelle mappemonde, et le Mémoire sur une nouvelle mappemonde, édition critique, textes établis et commentés par Pierre Boutin, Paris, H. Champion, 2006
- Nicolas-Antoine Boullanger, Œuvres complètes, édition critique par Pierre Boutin. 2 volumes parus, Paris, H. Champion, 2006-2011  (ISBN 9782745320834 et 2745313061)
- Marie-Thérèse Inguenaud et David Smith, « Cinq lettres de Nicolas-Antoine Boulanger », Dix-huitième siècle, 27, 1995, p. 295-316

## Hommages
- (7346) Boulanger, astéroïde.